# El búfalo de la noche
El búfalo de la noche (del inglés: The Night Buffalo) es una película del año 2008 dirigida por Jorge Hernández Aldana, basada en la novela homónima de Guillermo Arriaga. Protagonizada por Diego Luna, fue estrenada en México el 18 de agosto de 2008 y en Estados Unidos el 14 de abril de 2008.
La historia gira en torno a Gregorio (Gabriel González), un joven esquizofrénico que al suicidarse afecta las vidas de su novia (Liz Gallardo) y su mejor amigo (Diego Luna), que mantenían una relación secreta, traicionando la confianza de Gregorio e inevitablemente envolviéndose ellos mismos en un viaje de culpa cuando este decide quitarse la vida.

## La película
Sigue la historia de la novela del mismo nombre, estructurándola de una manera mucho más ágil. Situada en la época actual de México, los personajes son estudiantes universitarios luchando por sobresalir en un mundo que se aliena cada vez más con el tiempo, donde el contacto personal llena los huecos de la comunicación interpersonal.
El escritor explicó en una entrevista: "Es una novela que escribí luego de enseñar en la universidad por un tiempo. Después de un par de años me di cuenta de que la gente juvenil se está dañando emocionalmente cada vez más, su capacidad como seres humanos de ser introspectivos y relacionarse con el otro se deteriora con el tiempo; esto es justamente lo que la película trata de reflejar... desde que se estrenó, su audiencia lógica ha sido la gente de menos de 30 años, quien la entiende mejor al estar viviendo la misma confusión que los personajes."
La aparente incongruencia en las acciones, pensamientos y personalidades de los personajes refleja en gran manera la idiosincrasia latinoamericana; el director dijo: "La importancia de hacer esta película es la contradicción de los personajes, siendo lo que los acerca a la gente real. Las historias de gente menor que vemos en la gran pantalla en América Latina usualmente viene de otros países, y por lo tanto reflejan una realidad que no tenemos; la intención en esta cinta es de mostrar estos problemas a la juventud latina en nuestra propia lengua... antes de comenzar el rodaje no sabía que México tiene una alta tasa de suicidio y esquizofrenia en jóvenes (una de las más altas del mundo). Esto me mostró que hicimos una buena elección al hablar de estos temas: además de entretener, quisimos hacer un retrato de México y algo general de América Latina."

## Producción
Originalmente otra productora compró los derechos de esta novela pero fueron revocados cuando el escritor, Guillermo Arriaga, vio que el proyecto se transformaba en algo con lo que no estaba de acuerdo. Al haber pasado por algo similar años atrás con la cinta de 1999 "Un Dulce Olor a Muerte", también basada en una de sus novelas y dirigida por Gabriel Retes, se prometió que no permitiría que otra película mutara el mensaje de sus obras en algo que no se relacionara.
Por esa decisión tomó él mismo el proyecto y buscó productores locales, admitiendo que pretendía un director novato para darle una cara fresca al film; finalmente eligió a Jorge Hernández, a quien Arriaga premió por un corto venezolano cuando fue jurado de un concurso.
La filmación se llevó a cabo en el Hotel Turístico Churubusco, un motel al sur de la Ciudad de México. Sin embargo, la producción decidió montar un set reproduciendo una de las habitaciones para que los actores tuvieran más privacidad al filmar las escenas eróticas planteadas en el guion.

## Banda sonora
Omar Rodríguez-López (en aquel momento miembro de The Mars Volta) escribió la música que fue cantada casi toda por él mismo con algunas colaboraciones de la banda.
No fue lanzada en ningún formato, aunque el álbum «Se dice bisonte, no búfalo» fue citado como la banda sonora original de la película. Hubo pasajes de tres canciones de Amputechture: Asilos Magdalena, Viscera Eyes y Tetragrammaton.